# Margot Fonteyn
Margot Fonteyn DBE (nome de batismo: Margaret Evelyn Hookham; 18 de maio de 1919 – 21 de fevereiro de 1991) foi uma bailarina inglesa. Considerada uma das maiores bailarinas de todos os tempos, por toda sua carreira dançou com o Royal Ballet, sendo apontada como Prima Ballerina Assoluta da companhia pela rainha Elizabeth II.

## Biografia
Filha de pai inglês e de mãe irlandesa descendente de brasileiros, sendo filha de um industrialista chamado Antonio Fontes. No começo de sua carreira, Margaret transformou Fontes em Fonteyn e Margaret em Margot. Em 1931 entrou para a escola de balé do Sadler's Wells. Ninette de Valois e seu coréografo, Frederick Ashton, investiram em suas qualidades excepcionais: lírica, dramática, musical e suas proporções físicas perfeitas. Em 1935, Fonteyn tornou-se a primeira bailarina com apenas dezesseis anos, dançando juntamente com Robert Helpmann. Em A bela adormecida, Margot interpretou a Princesa Aurora, conduzindo o futuro Royal Ballet a um período de glória em sua nova sede, no Convent Garden (1946), e à sua primeira e famosíssima temporada em Nova Iorque (1949).
Sua maior contribuição artística deu-se ao lado de Ashton, pois era sua musa inspiradora e uma intérprete ideal a inúmeras criações do coréografo, entre as quais se destaca Ondine, de 1958. O ápice de sua parceria de dança com Michael Somes aconteceu durante a primeira visita do Royal Ballet à Rússia, em 1961.
Logo depois, Margot Fonteyn começou a dançar com o bailarino soviético exilado Rudolf Nureyev, vinte anos mais jovem do que ela. Fonteyn e Nureyev eram idolatrados até Margot se aposentar em 1979.
Em 1955, Margot casou-se com o diplomata panamenho Roberto Arias, filho de um ex-presidente panamenho. Arias ficou paralítico após ser baleado em 1964 por um antigo colega de partido que o suspeitava de ter um caso com a sua mulher. Depois que se afastou do palco, ela dedicou-se ao marido até a morte dele, em 1989, vivendo em sua fazenda no Panamá.
Antes de morrer, Margot Fonteyn foi homenageada, junto com Nureyev, como a grande dama do balé do século XX.